# Králík lávový
Králík lávový (Romerolagus diazi), také známý jako Romerův, v domovině nazývaný teporingo nebo zacatochin je nejvzácnější a nejohroženější druh králíka na světě. Je endemitem mexického pohoří Chichinautzin. Ve volné přírodě žije odhadem méně než 7000 jedinců (2020).

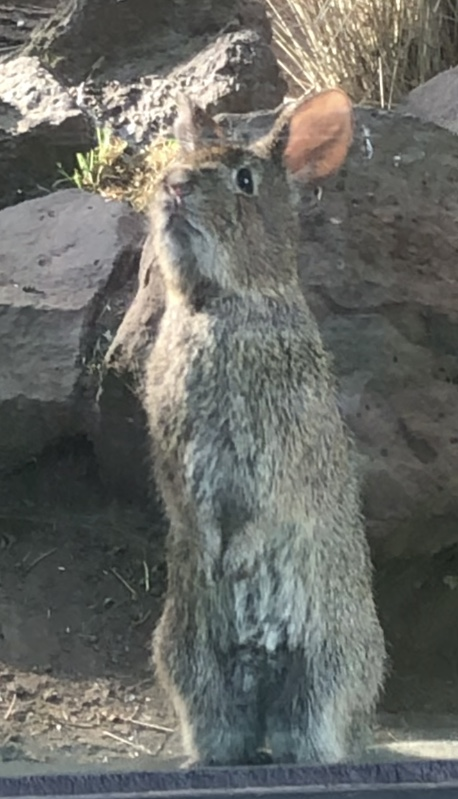
V Zoo Coyotes v Mexico City

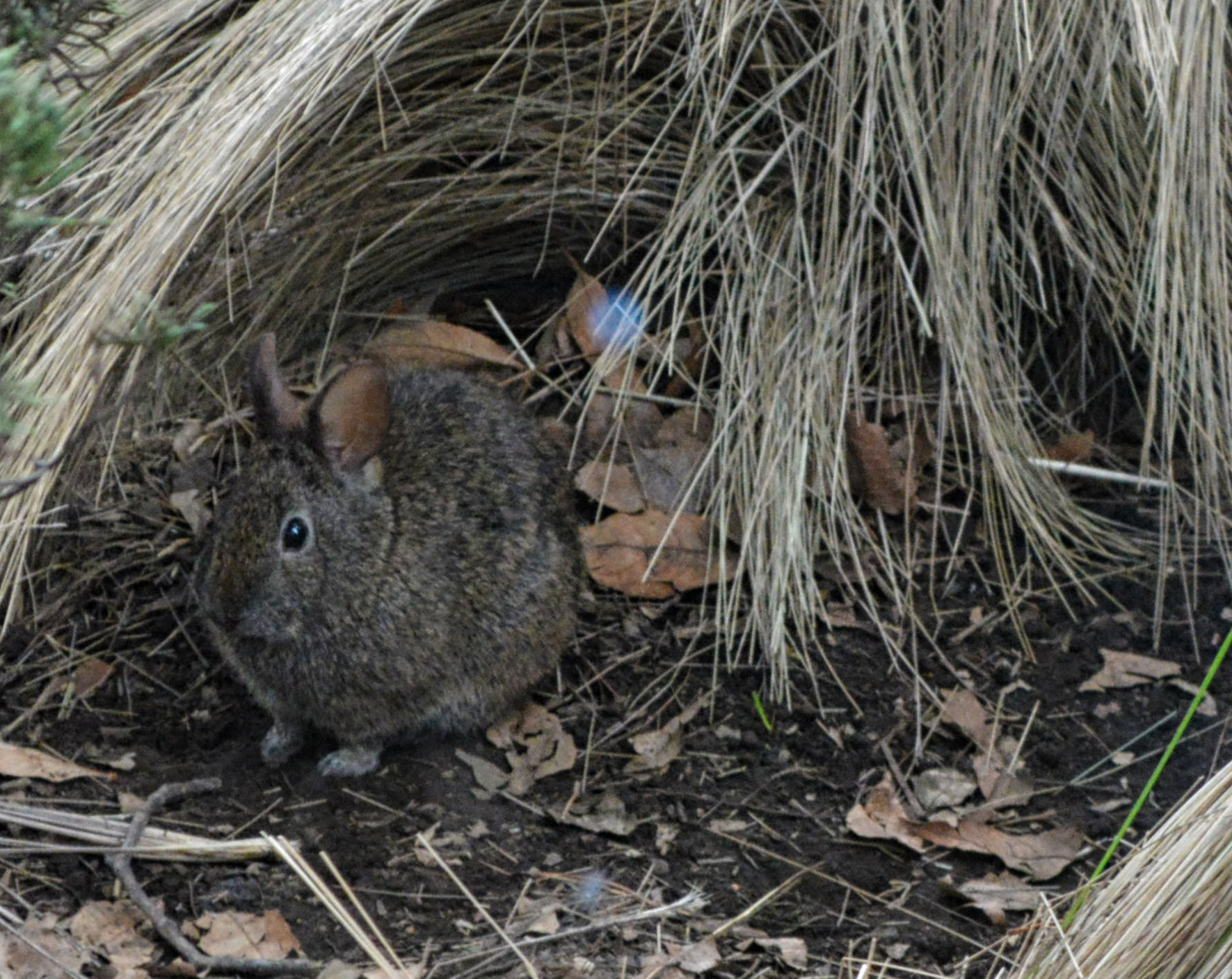
V Zoo Chapultepec

## Popis
Je druhým nejmenším králíkem ne světě (nejmenší je králík západoamerický). Měří 23,4 až 32,1 cm. Samci váží průměrně 417 gramů, samice bývají o něco větší, dosahují hmotnosti až 536 gramů. Malé zaoblené uši má výrazně kratší než většina druhů králíků. Zadní nohy má vůči tělu krátké. Zakrnělý ocas, který měří půl centimetru až jeden centimetr, není téměř vidět (znatelný je u narozených mláďat). Krátká hustá a jemná srst je prošedivělá, šedá až tmavě hnědá, na hřbetě a na bocích černavá, což pomáhá králíkům splynout se skalnatým povrchem sopečného původu. Spodní strana těla je světlejší, místy bělavá. 
Králík lávový se do jisté míry podobá zástupcům čeledi pišťuchovití (Ochotonidae) – jeho lebka má s jejich lebkou společné, že postrádá přední kostěný výběžek nad očním důlkem, viz například pišťucha černolící a pišťucha ladacká.

## Areál
Žije pouze v pohoří Chichinautzin ležícím 300 kilometrů jižně od Mexico City. Jeho domovem jsou řídké borové lesy a pastviny v nadmořské výšce od 2800 m do 4250 m na svazích čtyř vyhaslých sopek – Pelado, Tialoc, Popocatepetl a Ixtaccíhuatl. Areál s průměrnou nadmořskou výškou 3252 m má rozlohu okolo 280 km².
Oblast výskytu roztříštil člověk zemědělskou, silniční a městskou zástavbou. Nyní se králík lávový vyskytuje na méně než dvaceti izolovaných lokalitách (otevřené pastviny a borové lesy). Z toho vyplývají různé negativní důsledky (např. snížená rozmanitost rostlinstva kvůli omezenému šíření semen, zhoršená udržitelnost původního travního porostu a tedy primární potravy a ochrany).

### Vázanost na flóru
V 90. letech 20. stol. byl značný počet králíků lávových zaznamenán v lokalitách s druhy trav, které mají trsový habitus (Festuca tolucensis a Festuca tolucensis – Trisetum altiju-gum, tzn. druh kostřavy a trojštětu), a dále v lokalitách s druhy trav, které mají trsový habitus a jsou vázány na borové lesy (Muhlenbergia quadridentata a F. tolucensis vázané na Pinus hartwegii čili borovici Hartwegovu). Ovšem to, jaká stanoviště z hlediska flóry a skladby králíci preferují, se místně liší. Na sopce Pelado v pohoří Sierra Chichinautzin se populace králíků vyskytovaly především ve smíšených lesích s borovicí a olší (Pinus spp. – Alnus spp.).

## Ekologie
V areálu žije v husté trávě, které se tamní řečí říká zacaton („vysoká tráva“) – odtud domorodý název králíka „zacatochin“. Na zacatonu je závislý. Porosty zacatonu tvoří kostřavy, kavyl a další druhy trav. Pro králíka je vysoká tráva mj. úkrytem, protože se před predátory spíše schovává, než aby utíkal. Ve srovnání s králíkem divokým (Oryctolagus cuniculus) žijícím v ČR není tak rychlý. (Je však zdatný skokan, schopný pohybovat se po strmých svazích s překvapivou obratností.)
Má soumračnou aktivitu, nejaktivnější je brzy ráno při východu slunce a k večeru. K pohybu v zacatonu využívá cestičky vyšlapané jinými živočichy. Pokud se nekrmí, je ukrytý v podzemní noře, kde žije ve skupině tří až čtyř jedinců (jiné zdroje uvádějí velikost skupiny do pěti jedinců). Nora mezi trsy trávy zacatonu je mělká a hnízdo pro mláďata vystlané vegetací a chlupy.
Rostlinná strava zahrnuje listy, květy, některé plody (semena, jádra), kůru dřevin, zejména však rostliny tvořící porost zacatonu – rostliny rodů kostřava (Festuca tolucensis, Festuca amplissima), kavyl (kavyl andský, Stipa ichu) a Muhlenbergia macroura (syn. Epicampes macroura), všechny z čeledi lipnicovité. Dále konzumuje mátu, pcháč, kontryhel a z čeledi miříkovité máčku (Eryngium rosei) a arakaču (Arracacia arguta, syn. Museniopsis arguta).
Rozmnožuje se především v teplých deštivých měsících. Ve skupince se dominantní samice páří s jediným, dominantním samcem. Pokud dominantní jedinec uhyne, nahradí jej jedinec s nejvyšším postavením. Páření však bylo pozorováno jen u chovaných králíků – informace o volně žijících chybějí. Po březosti trvající 38 až 40 dní se rodí jedno až čtyři mláďata o hmotnosti asi 80 g. Jsou altriciální, ale rostou rychle a do tří týdnů se osamostatní. Stejně jako ostatní zajícovci konzumuje králík lávový někdy výkaly (bobky) mláďat, aby získal co nejvíce živin a vody. Při příznivých podmínkách může mít králík lávový až pět vrhů za rok.
Králíci komunikují dupáním zadních tlapek o zem. Při rozmnožování je komunikace dána sekretem vylučovaným pachovými žlázami pod bradou a v tříslech. Zaznamenán byl hlasový projev související s péčí o mladé, což je ojedinělé. Králík lávový je jediný zástupce čeledi zajícovití, o kterém je známo, že komunikuje hlasem s mláďaty. Vydává zvuk také tehdy, když se lekne, podobně jako pišťucha. Zvuky se liší: když se lekne, vydá krátký vysoký zvuk, zatímco s mláďaty komunikuje jemnějším hlasem – o něco méně slyšitelným pískáním.
U chovaných králíků jsou ve skupině pozorovány interakce jako boj a hra. Dominantní samice bývají agonistické vůči podřízeným samcům a samicím. Samci však agresi vůči podřízeným jedincům neprojevují.
Údaje o délce života ve volné přírodě chybí. Předpokládá se, že většina králíků lávových se stejně jako podobné druhy dožije pouze jednoho roku nebo méně. (Někteří zajícovci se ve volné přírodě mohou dožít až 12 let.)

## Predace
Prokázanými a nejčastějšími predátory jsou lasice dlouhoocasá (Mustela frenata), rys červený (Lynx rufus), kojot (Canis latrans) a káně rudochvostá (Buteo jamaicensis).

## Mezitaxonové vztahy
Králík je hostitelem řady endoparazitů (škrkavek, tenkohlavců a tasemnic) a ektoparazitů (různých druhů much, klíšťat a blech).

## Příčiny ohrožení
- ztráta přirozeného prostředí
  - rozvoj zemědělství
  - rozšiřování zemědělských ploch – přes veškerou ochranu pastevci vypalují zacaton a nahrazují jej měkkými druhy trav, které jsou vhodnější k pastvě skotu a ovcí
  - trávy zacatonu se sečou a používají na výrobu došků
  - fragmentace stanovišť
  - přirozené požáry
- nezákonný lov pro maso
- predace divokými zvířaty
- nemoci.

K dalšímu snížení populace může v budoucnosti vést oteplování.

## Ochrana
Králík lávový je chráněn mexickými zákony a mezinárodními dohodami. Je předmětem různých programů na ochranu druhů a obnovu populace. Část areálu se nachází v chráněných národních parcích.